# Phyllodoce mucosa
Phyllodoce mucosa ist der Name eines marinen Ringelwurms aus der Familie der Phyllodocidae innerhalb der Klasse der Vielborster (Polychaeten), der in Meeren der Nordhalbkugel verbreitet ist und sich vor allem als Aasfresser ernährt.

## Merkmale
Phyllodoce mucosa hat einen bis zu 15 cm langen, schlanken Körper mit rund 275 Segmenten, der in der hinteren Körperhälfte allmählich an Breite abnimmt. Das Prostomium ist abgerundet rechteckig. Die Augen sind mittelgroß. Die Proboscis hat in ihrem proximalen Abschnitt 12 – auf jeder Seite 6 – Längsreihen von 9 bis 10 Papillen, im distalen Abschnitt 6 Reihen mehr oder weniger deutlicher Knötchen. Der Endring trägt 16 bis 17 Papillen. Das 1. Segment ist von oben nicht zu sehen und hat zwei Tentakel-Cirren, die etwa bis zum 6. Segment reichen. Die dorsalen Tentakel-Cirren des 2. Segments reichen etwa bis zum 10. Segment, die ventralen Tentakel-Cirren etwa bis zum 6. Segment. Die dorsalen Tentakel-Cirren des 3. Segments reichen etwa bis 10. Segment. Borsten sind ab dem 3. Segment vorhanden. Die dorsalen Cirren der mittleren Segmente sind rechteckig, die Lappen der Parapodien gerundet. Die ventralen Cirren sind zugespitzt und etwas länger als die Lappen der Parapodien. Die Cirren am Pygidium sind sechsmal so lang wie breit.
Das Prostomium hat vor den Augen eine auffällige dunkle Pigmentierung, und auch das nur von unten sichtbare 1. Segment ist dunkel pigmentiert. Das 2. und 3. Segment sind dorsal und ventral unpigmentiert oder nur sehr geringfügig pigmentiert. Vom 3. Segment an gibt es drei dunkle Flecken, welche um die scheinbar innerhalb jedes Segments segmentierten Bereiche des Rückens zentriert sind. Weiter hinten können die Flecken verschmolzen sein und ein mehr oder weniger durchgehendes Längsband bilden. Weitere Pigmentierungen gibt es an der Basis der Parapodien, auf den Cirrenträgern der dorsalen Cirren und in der Mitte der dorsal Cirren. Die ventrale Pigmentierung ist sehr viel weniger deutlich mit einem Fleck – gelegentlich zweien – in der Mitte jedes Segments und an der Basis jedes Parapodiums. Ein gelbes Pigment gibt es dorsal am Hinterabschnitt des Prostomiums und am Vorderabschnitt des 2. Segments. An den hinteren Segmenten gibt es dorsal pro Segment zwei kleine gelbe Flecken. Die Augen sind dunkel rötlich-braun. In konservierten Tieren bleibt die dunkle Pigmentierung meist gut erhalten, während die gelbe verschwindet.

## Verbreitung und Lebensraum
Phyllodoce mucosa ist in der Arktis, dem nördlichen Pazifischen Ozean, dem nördlichen Atlantischen Ozean bis an die Küste Westafrikas und zum Golf von Mexiko, dem Mittelmeer, Adriatischen Meer, Schwarzen Meer, Roten Meer, dem Ärmelkanal, der Nordsee, im Skagerrak, Kattegat, dem Großen und Kleinen Belt, dem Öresund und der Kieler Bucht verbreitet. Auf Grund ihrer großen Ähnlichkeit insbesondere mit Phyllodoce maculata ist eine sichere Bestimmung und darum die Abgrenzung des Verbreitungsgebietes schwierig.

## Lebensraum
Phyllodoce mucosa lebt sandigem und schlammigem Untergrund, aber auch auf Kies und Sand in der Gezeitenzone bis in Meerestiefen von etwa 20 m.

## Entwicklungszyklus
Phyllodoce mucosa ist getrenntgeschlechtlich und bildet bei der Paarung auf der Oberfläche des Meeresgrunds Schwärme, wobei mehrere Männchen ein Weibchen umschwärmen, ohne dabei eine veränderte Gestalt anzunehmen. Die Befruchtung der Eizellen findet im freien Meerwasser statt. Die grünen, gallertigen Eigelege eines Weibchens können über 10.000 Eier enthalten und werden an großen Braunalgen befestigt. Die Larven entwickeln sich über zwei frei schwimmende Trochophora- und zwei Metatrochophora-Stadien, bevor sie sich nach bis zu neun Wochen niedersinken lassen und zu kriechenden Würmern metamorphosieren.

## Ernährung und Schutz vor Feinden
Phyllodoce mucosa ernährt sich als Aasfresser vom Fleisch toter Tiere wie verendeter Weichtiere, Krebse und Polychaeten, von deren Geruch sie bei nächtlicher Ebbe in großer Zahl angelockt wird. Der nekrophage Polychaet kriecht dabei auf einer Schleimspur und verschlingt bei einer Mahlzeit an einem Aas bis zu einem Drittel seines Körpergewichts. Obwohl das Tier keine Kiefer oder Zähne besitzt, kann es mit seinem ausstülpbaren, muskulösen Pharynx Fleischstücke auf dem Kadaver reißen. Nach vollendeter Mahlzeit zieht sich der Ringelwurm rasch ins Sediment zurück. Gegen Fressfeinde schützt sich Phyllodoce mucosa auch durch ihren übelschmeckenden Schleim.